# Amsterdamsche Football Club Ajax 1971-1972
Questa voce raccoglie le informazioni riguardanti l'Amsterdamsche Football Club Ajax nelle competizioni ufficiali della stagione 1971-1972.

## Avvenimenti
La stagione inizia senza il capitano Velibor Vasović che si è ritirato, mentre Nico Rijnders ha cambiato maglia. Assenza rilevante è pure quella di Rinus Michels (che è approdato al Barcellona), ma il romeno Ștefan Kovács non lo fa rimpiangere: l'Ajax s'impone sul Feyenoord e torna a vincere il campionato olandese, trascinato dai gol del capocannoniere Johan Cruijff. In Coppa d'Olanda elimina in serie PEC Zwolle (8-3), Go Ahead Eagles (3-0), N.E.C. (1-0), Volendam (2-0) e Den Haag in finale per 3-2, vincendo così anche la coppa nazionale. In Coppa dei Campioni i Lancieri (che sono campioni in carica) estromettono Dinamo Dresda (2-0), Olympique Marsiglia (2-6), Arsenal (3-1) e Benfica (1-0, decide Sjaak Swart), raggiungendo per la seconda edizione di fila la finale di Coppa dei Campioni: contro l'Inter, Cruijff va a segno al 47' e al 78', firmando le due reti con cui gli olandesi battono la squadra italiana e si aggiudicano per la seconda volta consecutiva il trofeo.
Con questo successo gli olandesi centrano uno storico treble, il secondo nella storia dopo quello del Celtic nel 1967 ed il primo per una società calcistica olandese. Il club avrebbe dovuto disputare in questa stagione anche la Coppa Intercontinentale 1971 ma aveva rifiutato; è stato il primo a farlo. Protagonista indiscusso è il neo Pallone d'oro Cruijff, capace di andare in gol 33 volte in 45 presenze tra tutte le competizioni.

## Organico

### Rosa
| N. |                        | Ruolo | Calciatore        |
| -- | ---------------------- | ----- | ----------------- |
|    | Paesi Bassi (bandiera) | P     | Sies Wever        |
| 1  | Paesi Bassi (bandiera) | P     | Heinz Stuy        |
|    | Germania (bandiera)    | D     | Horst Blankenburg |
|    | Paesi Bassi (bandiera) | D     | Louis Donkers     |
|    | Paesi Bassi (bandiera) | D     | Barry Hulshoff    |
|    | Paesi Bassi (bandiera) | D     | Ruud Krol         |
|    | Paesi Bassi (bandiera) | D     | Gerrie Mühren     |
|    | Paesi Bassi (bandiera) | D     | Wim Suurbier      |
|    | Paesi Bassi (bandiera) | D     | Cor ten Bosch     |
| 14 | Paesi Bassi (bandiera) | C     | Johan Cruijff     |

| N. |                        | Ruolo | Calciatore             |
| -- | ---------------------- | ----- | ---------------------- |
|    | Paesi Bassi (bandiera) | C     | Arie Haan              |
|    | Paesi Bassi (bandiera) | C     | Henk Heijt             |
|    | Paesi Bassi (bandiera) | C     | Arnold Mühren          |
|    | Paesi Bassi (bandiera) | C     | Johan Neeskens         |
|    | Austria (bandiera)     | C     | Heinz Schilcher        |
|    | Paesi Bassi (bandiera) | C     | Sjaak Swart            |
|    | Paesi Bassi (bandiera) | A     | Piet Keizer (capitano) |
|    | Paesi Bassi (bandiera) | A     | Gerrie Kleton          |
|    | Paesi Bassi (bandiera) | A     | Johnny Rep             |
|    | Paesi Bassi (bandiera) | A     | Dick van Dijk          |

## Risultati

### Eredivisie
|  | Twente | 0 – 2 | Ajax |  |

|  | Ajax | 1 – 0 | ADO Den Haag |  |

|  | Sparta Rotterdam | 1 – 1 | Ajax |  |

|  | Ajax | 1 – 0 | Excelsior |  |

|  | Groningen | 0 – 0 | Ajax |  |

|  | Ajax | 5 – 0 | NAC Breda |  |

|  | PSV | 1 – 1 | Ajax |  |

|  | Ajax | 1 – 0 | N.E.C. |  |

|  | DWS | 0 – 2 | Ajax |  |

|  | Ajax | 4 – 1 | Go Ahead Eagles |  |

|  | MVV | 0 – 3 | Ajax |  |

|  | Ajax | 2 – 1 | Feyenoord |  |

|  | Utrecht | 2 – 3 | Ajax |  |

|  | Ajax | 5 – 2 | Telstar |  |

|  | Volendam | 0 – 1 | Ajax |  |

|  | Ajax | 5 – 0 | Den Bosch |  |

|  | Vitesse | 1 – 3 | Ajax |  |

|  | Ajax | 1 – 0 | Twente |  |

|  | ADO Den Haag | 1 – 2 | Ajax |  |

|  | Ajax | 2 – 1 | Sparta Rotterdam |  |

|  | NAC Breda | 2 – 5 | Ajax |  |

|  | Excelsior | 0 – 4 | Ajax |  |

|  | Ajax | 7 – 0 | Groningen |  |

|  | Ajax | 4 – 1 | PSV |  |

|  | N.E.C. | 0 – 1 | Ajax |  |

|  | Ajax | 2 – 0 | DWS |  |

|  | Go Ahead Eagles | 3 – 2 | Ajax |  |

|  | Ajax | 8 – 0 | MVV |  |

|  | Feyenoord | 1 – 5 | Ajax |  |

|  | Ajax | 4 – 0 | Utrecht |  |

|  | Telstar | 1 – 2 | Ajax |  |

|  | Ajax | 2 – 0 | Volendam |  |

|  | Den Bosch | 0 – 1 | Ajax |  |

|  | Ajax | 12 – 1 | Vitesse |  |

### KNVB beker
|  | Ajax | 8 – 3 | Zwolle |  |

|  | Ajax | 3 – 0 | Go Ahead Eagles |  |

|  | Ajax | 1 – 0 | N.E.C. |  |

|  | Volendam | 0 – 2 | Ajax |  |

|  | Ajax | 3 – 2 | ADO Den Haag |  |

### Coppa dei Campioni
|  | Ajax | 2 – 0 | Dinamo Dresda |  |

|  | Dinamo Dresda | 0 – 0 | Ajax |  |

|  | Olympique Marsiglia | 1 – 2 | Ajax |  |

|  | Ajax | 4 – 1 | Olympique Marsiglia |  |

|  | Ajax | 2 – 1 | Arsenal |  |

|  | Arsenal | 0 – 1 | Ajax |  |

|  | Ajax | 1 – 0 | Benfica |  |

|  | Benfica | 0 – 0 | Ajax |  |

|  | Ajax | 2 – 0 | Inter |  |

## Statistiche

### Statistiche di squadra
| Competizione       | Punti | Totale | Totale | Totale | Totale | Totale | Totale |
| Competizione       | Punti | G      | V      | N      | P      | Gf     | Gs     |
| ------------------ | ----- | ------ | ------ | ------ | ------ | ------ | ------ |
| Eredivisie         | 63    | 34     | 30     | 3      | 1      | 104    | 20     |
| KNVB beker         | -     | 5      | 5      | 0      | 0      | 17     | 5      |
| Coppa dei Campioni | -     | 9      | 7      | 2      | 0      | 14     | 3      |
| Totale             |       | 48     | 42     | 5      | 1      | 135    | 28     |

### Statistiche individuali
- Capocannoniere della Eredivisie
  - Johan Cruijff (25 gol)

- Pallone d'oro
  - Johan Cruijff